# Ernst Brenner

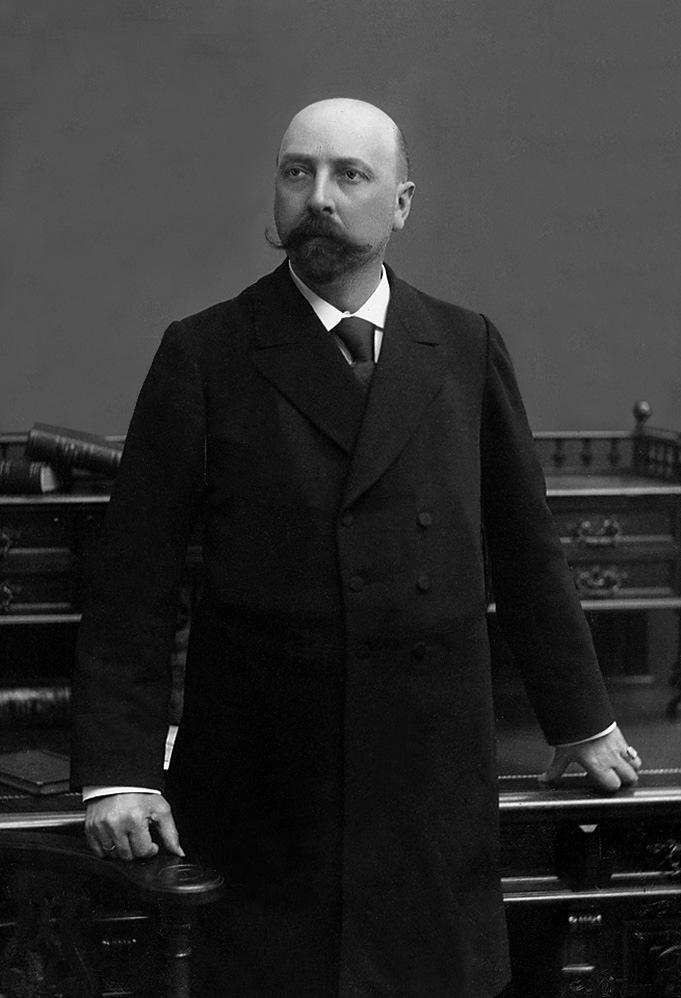
Ernst Brenner (1907)

Ernst Brenner (* 9. Dezember 1856 in Basel; † 11. März 1911 in Menton, heimatberechtigt in Basel) war ein Schweizer Politiker (FDP) und Rechtsanwalt. Nachdem er 1881 in den Grossen Rat des Kantons Basel-Stadt gewählt worden war, folgte 1884 die Wahl in die Basler Kantonsregierung. Darüber hinaus vertrat er ab 1887 seinen Kanton im Nationalrat. 1894/95 war er Nationalratspräsident, ab 1896 Parteipräsident der FDP. Von 1897 bis zu seinem Tod gehörte Brenner dem Bundesrat an. Als Justizminister hatte er entscheidenden Anteil an der Einführung des Zivilgesetzbuches.

## Biografie

### Studium, Beruf und Familie
Sein Vater, der Teppichhändler Heinrich August Brenner, entstammte einer alteingesessenen Basler Familie; seine Mutter Sophie Faesch starb kurz nach der Geburt. Brenner besuchte das Gymnasium in Basel. Während dieser Zeit war er Mitglied der Schülerverbindung Paedagogia Basiliensis. Anschliessend studierte er Rechtswissenschaft an den Universitäten von Basel, München und Leipzig. In Basel gehörte er zu den Gründungsmitgliedern der radikal-demokratischen Studentenverbindung Gold-Helvetia. Durch Übertritt am 7. Februar 1877 beteiligte er sich als Renonce an der Rekonstitution des Corps Alamannia Basel, schied jedoch nach etwa sechs Wochen wieder aus, um zur Helvetia zurückzukehren.
Nach bestandenem Doktorexamen arbeitete er von 1879 bis 1884 in der Anwaltskanzlei seines Onkels Karl Johann Brenner. Daneben engagierte er sich in verschiedenen Institutionen. Er war Präsident des Eidgenössischen Sängervereins und Vizepräsident des Eidgenössischen Turnvereins, ohne selber Sänger oder aktiver Turner gewesen zu sein. Ebenso war er Mitglied des Basler Reformvereins. In späteren Jahren stand er der Safranzunft vor. 1883 heiratete er Lina Sturzenegger aus Trogen, mit der er zwei Töchter und einen Sohn hatte. Sein gleichnamiger Sohn war später Legationsrat in Wien; August Brenner, einer seiner Neffen, gehörte von 1919 bis 1935 der Basler Kantonsregierung an.

### Kantons- und Bundespolitik
Brenners politische Karriere begann im Jahr 1881. Damals wurde er als Kandidat der linksliberalen Freisinnigen in den Grossen Rat des Kantons Basel-Stadt gewählt. Bereits 1884, er war damals erst 27 Jahre alt, folgte die Wahl in den Regierungsrat. In den folgenden zwölf Jahren leitete er das Justizdepartement, im Jahr 1897 das Erziehungsdepartement. Als Justizdirektor nahm er eine grundlegende Reorganisation des Basler Gerichtswesens vor. 1887/888 und 1894/95 amtierte er als Regierungspräsident. Bei den Parlamentswahlen 1887 gelang Brenner auch die Wahl in den Nationalrat. Schon bald gehörte er mehreren wichtigen Kommissionen an (Revision des Wahlkreisgesetzes, Budget und Geschäftsbericht, Wahlaktenprüfung, Petitionen). 1894/95 war er Nationalratspräsident, von 1891 bis 1897 amtierte er zusätzlich als Ersatzmann des Bundesgerichts. 1895 wählte ihn der Bundesrat zum Vertreter des Staates im Verwaltungsrat der Centralbahn. Ab 1896 war er Parteipräsident der zwei Jahre zuvor gegründeten FDP.
Mit Emil Freys Ernennung zum Direktor der Internationalen Telegraphen-Union (heute Internationale Fernmeldeunion) gab es im Bundesrat eine Vakanz. In der fraktionsinternen Vorentscheidung stellten sich drei Kandidaten zur Verfügung, die je einen Parteiflügel repräsentierten. Dabei setzte sich Brenner als Vertreter der Mitte deutlich gegen den progressiven St. Galler Theodor Curti und den liberal-konservativen Basler Regierungsrat Paul Speiser durch. Brenner war zwar offizieller Kandidat seiner eigenen Fraktion, doch schien Speiser in den anderen Fraktionen mehr Rückhalt zu haben. Bei der Ersatzwahl am 25. März 1897 setzte sich Brenner erst im vierten Wahlgang durch. Dabei erhielt er 96 von 179 gültigen Stimmen; auf Speiser entfielen 81 Stimmen, auf weitere Personen zwei Stimmen. Brenner war somit der erste Bundesrat aus dem Kanton Basel-Stadt. Zwar war 1855 der Basler Johann Jakob Stehlin gewählt worden, dieser hatte die Wahl jedoch nicht angenommen.

### Bundesrat

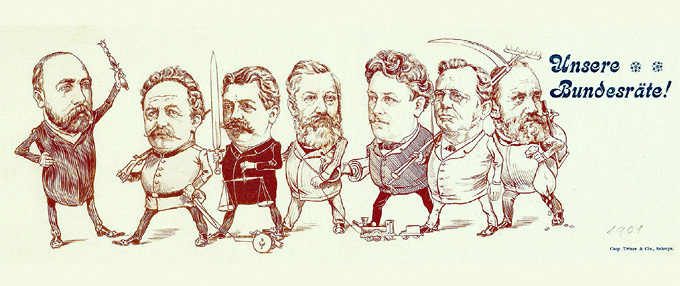
Brenner (links) als Bundespräsident, Karikatur von 1901

Während seiner 14-jährigen Amtszeit stand Brenner dem Justiz- und Polizeidepartement vor. Ausnahmen bildeten die Jahre 1901 und 1908, als er Bundespräsident war und turnusgemäss vorübergehend die Leitung des Politischen Departements übernahm. Seine wichtigste Leistung war die Einführung des vereinheitlichten Zivilgesetzbuches (ZGB). Dieses war von Eduard Müller in Auftrag gegeben worden und wurde massgeblich von Eugen Huber erarbeitet. Volk und Stände stimmten am 13. November 1898 der Verfassungsgrundlage für die Rechtsvereinheitlichung zu, der erste Vorentwurf des ZGB lag Ende 1900 vor. Die parlamentarischen Beratungen zogen sich bis 1907 hin, nach einer vierjährigen Übergangsphase trat das ZGB schliesslich zu Beginn des Jahres 1912 in Kraft.
Unter Brenners Leitung entstand auch ein neues Eisenbahn-Haftpflichtgesetz – ein Vorhaben, das er 1891 als Nationalrat nach dem verheerenden Eisenbahnunfall von Münchenstein selbst angeregt hatte. Weitere Gesetzesrevisionen betrafen unter anderem das Patentrecht, Erwerb und Verlust des Schweizer Bürgerrechts sowie das Versicherungswesen. Ausserdem bereitete er die Reorganisation des Bundesgerichts, die Schaffung eines Verwaltungsgerichts und den Beitritt der Schweiz zu den Haager Konventionen vor. 1909 verlieh ihm die Universität Basel die Ehrendoktorwürde. Er hatte auch vor, möglichst zügig auch ein einheitliches Strafgesetzbuch auszuarbeiten; dieses Vorhaben sollte jedoch erst 1942 verwirklicht werden.
Im Winter 1911 begab sich der zuckerkranke und an Nierenbeschwerden leidende Brenner zu einer mehrwöchigen Kur nach Menton an der Côte d’Azur. Kurz nach einem Besuch durch seinen Amtskollegen Adolf Deucher erlitt er einen schweren Schlaganfall, dem er schliesslich erlag. Er wurde auf dem Bremgartenfriedhof in Bern beigesetzt.